# رشا سمير
رشا سمير (1 يناير 1969 -) هي كاتبة وروائية وطبيبة أسنان وصحفية مصرية. صدر لها ست مجموعات قصصية وأربع روايات، من ضمنهم رواية جواري العشق والتي بصدد تحويلها لمسلسل درامي من إنتاج MBC. وهي عضو في اتحاد كتاب مصر.

## السيرة الذاتية
ولدت رشا سمير في الأول من يناير في عام 1969 بالقاهرة، مصر. حاصلة على شهادة الماجستير في جراحة الأسنان من جامعة القاهرة. بدأت مسيرتها الأدبية في سن صغيرة إثر اهتمامها بالقراءة والمطالعة، إذ بدأت في كتابة الخواطر في سن الخامسة عشر. لكنها لم يصدر لها أي أعمال أدبية حتى عام 1995 حيث نشرت أول مجموعة قصصية لها بعنوان «حوانيت عرافة»، ثم توالت بعد ذلك مجموعاتها القصيرة في الصدور حتى عام 2011 حيث اتجهت خطواتها إلى كتابة الرواية مستهلةً بروايتها الأولى والتي تحمل عنوان «بنات في حكايات».
نالت روايتها الثانية «جواري العشق» اهتمام مجموعة شركات MBC، مما دفعها للتعاقد مع سمير لشراء حقوق الرواية من أجل تحويلها إلى عمل درامي ضخم. وتعد «جواري العشق» رواية تاريخية تناقش قضية حرية المرأة، وتدور حول ثلاث نساء ينتمون إلى فترات تاريخية مختلفة: «قمر» وهي جارية من العصر المملوكي و«مهيشد» من حقبة السبعينيات و«أيسل» والتي تنتمي إلى وقتنا الحالي تحديداً فترة ما بعد ثورة يناير.
تكتب سمير في مجال القصص القصيرة والرواية، حيث صدر لها حتى الآن ست مجموعات قصصية منها «معبد الحب» وأربع روايات أحدثها «للقلب مرسى أخير». وتتبع سمير أساليب متنوعة ومختلفة في الكتابة. فكانت روايتها الأولى «بنات في حكايات» ذات طابع اجتماعي، أما روايتيها «جواري العشق» و«سألقاك هناك» فأخذوا القالب التاريخي. وكذلك خاضت تجربة الأدب الساخر في مجموعتها القصصية «يعني إيه راجل؟»، وكانت هذه الرواية الوحيدة التي أتبعت أسلوب الأدب الساخر.
وبجانب أعمالها الأدبية، تنشر سمير منذ عشر سنين عامود أسبوعي في «جريدة الفجر»، كما سبق لها أن كتبت في جريدة «صوت الأمة»، و«جريدة نهضة مصر»، و«مجلة صباح الخير».

## أعمالها ومؤلفاتها

### مجموعات قصصية
- «حواديت عرافة» الهيئة المصرية العامة للكتاب، 1995
- «معبد الحب» الهيئة العامة للكتاب، 2000 (ردمك: 9770171433)
- «حب خلف المشربية» دار العلوم للنشر والتوزيع، 2005
- «يعني إيه راجل؟»، 2011
- «دويتو» (بالشراكة مع هشام الخشن)، الدار المصرية اللبنانية، 2013
- «يعني ايه راجل؟ 2» الدار المصرية اللبنانية، 2019 (ردمك: 139789777952033)

### روايات
- «بنات في حكايات» الدار المصرية اللبنانية، 2011 (ردمك: 13 9789772936892)
- «جواري العشق» الدار المصرية اللبنانية، 2014 (ردمك: 13 9789772937189)
- «سألقاكِ هناك» الدار المصرية اللبنانية، 2017 (ردمك: 13 978-977-795-106-7)
- «للقلب مرسى أخير» الدار المصرية اللبنانية، 2020 (ردمك: 13 9789777952712)